# Александровка (Половинський округ)
Алекса́ндровка (рос. Александровка) — присілок у складі Половинського округу Курганської області, Росія.
Населення — 23 особи (2010, 98 у 2002).
Національний склад станом на 2002 рік:
- росіяни — 99 %